# Buenos tiempos
Buenos tiempos es una película estadounidense de comedia estrenada en 1960.

## Sinopsis
Un viudo millonario decide matricularse en el primer curso universitario, para realizar aquellos estudios que siempre quiso realizar, pero que, hasta el momento, nunca había iniciado. A pesar de la diferencia de edad, es un estudiante más... hasta que se enamora de una de las profesoras.

## Ficha técnica
|                     | Datos                                |
| ------------------- | ------------------------------------ |
| Montaje / edición   | Robert L. Simpson                    |
| Dirección artística | Herman A. Blumenthal y Duncan Cramer |
| Coreografía         | Miriam Nelson                        |
| Vestuario           | Bill Thomas                          |

## Premios
- La canción The Second Time Around de Jimmy Van Heusen y la cantante lírica Sammy Cahn (que la interpretó en la película) fue propuesta para recbir el Oscar.
- La película fue propuesta como candidata al premio Golden Laurel al mejor musical del año, y quedó en quinto lugar (la segunda después de las tres galardonadas).

## Curiosidades
- La película fue rodada en color DeLuxe.
- El guion de los hermanos Waldman se basaba en un argumento/idea original de Garson Kanin.
- El título de trabajo, antes de que estrenara con el definitivo High Time, era Big Daddy.
- La película se proyectó inicialmente para que fuera interpretada por Gary Cooper, pero por lo avanzado de su enfermedad (enfermedad terminal que lo llevaría a la tumba, no mucho tiempo después: el 13 de mayo de 1961), se le sustituyó por Bing Crosby, que acabó siendo el productor ejecutivo. Todas las canciones y todos los números se retocaron para encajar bien con el personal estilo de la estrella.